# Єпархіальний єпископ
Єпархіальний єпископ, або дієцезіальний єпископ, у різних християнських традиціях, є єпископом або архієпископом, який відповідає за пастирство єпархії чи архієпархії. Стосовно інших єпископів дієцезіальний єпископ може бути суфраганом, митрополитом (якщо є архієпископом) або предстоятелем. Вони також можуть обіймати різні інші посади, наприклад бути кардиналом або патріархом.
Титулярні єпископи в Римсько-Католицькій Церкві можуть бути єпископами-помічниками зі спеціальними повноваженнями, єпископами-коад'юторами, єпископами-помічниками, нунціями або подібними папськими дипломатами (зазвичай архієпископами), чиновниками Римської курії тощо.

## Римо-католицька церква
У Католицькій Церкві дієцезіальному єпископу довірено пастирську опіку над місцевою церквою (діоцезією), над якою він має звичайну юрисдикцію. Він відповідає за навчання, управління та освячення вірних своєї єпархії, розділяючи ці обов'язки зі священниками та дияконами, які служать під його керівництвом.

### Єпископ-коад'ютор
Святий Престол може призначити єпископа-коад'ютора для єпархії. Він має спеціальні права та право спадкування.

### Єпископ-помічник
Дієцезіальний єпископ може просити, щоб Святий Престол призначив одного чи кількох єпископів-помічників, щоб допомагати йому у виконанні його обов'язків.

### Єпископ-емерит
Коли дієцезіальний єпископ або єпископ-помічник йде на пенсію, до його попереднього титулу додається слово «емерит», тобто «архиєпископ-емерит», «єпископ-емерит» або «єпископ-емерит-помічник». Термін «почесний єпископ» певного престолу може стосуватися кількох людей, якщо перший живе достатньо довго. Престоли, перелічені в Annuario Pontificio 2007 року як такі, що мають більше одного почесного єпископа, включали Сарате-Кампана, Вільявісенсіо, Версаль та Уругвай. Було навіть три архієпископи-емерити Тайбею. Такий самий суфікс був застосований до єпископа Риму, Папи-емерита Бенедикта XVI після його відходу на пенсію.

## Православна церква
Архієрей (дав.-гр. ἀρχιερεύς) — грецьке слово для позначення єпархіального єпископа, який розглядається як кульмінація священства. Він використовується в літургійних книгах Східної Православної Церкви та Східної Католицької Церкви для тих богослужінь, які відповідають папським богослужінням Римського обряду. Цей термін відрізняється від протоієрея, найвищого церковного сану, якого може досягти одружений священник у грецькій церкві.
Це слово вживається в Посланні до євреїв у значенні «первосвященник» (Євр. 2:17; 3:1; 4:14,15; 5:1,5,10; 6:20; 7:26, 27,28; 9:7,11; 13:11).